# Хорватская энциклопедия
Хорватская энциклопедия (хорв. Hrvatska enciklopedija) — хорватская национальная энциклопедия в одиннадцати томах, опубликованная Загребским лексикографическим институтом имени Мирослава Крлежи.
Публикация энциклопедии началась в 1999 году. Её издание можно считать пятым по счёту среди всех национальных хорватских энциклопедий, где первой была «Hrvatska enciklopedija» Мате Ужевича (1941—1945), выпуск которой прервался после пятого тома; за ней последовали три издания «Общей энциклопедии Югославского лексикографического института» (хорв. Opća enciklopedija Jugoslavenskog leksikografskog zavoda), выходившие соответственно в 1955—1964 (хорв. Enciklopedije Leksikografskog zavoda, 7 томов, главные редакторы Марко Костренчич, Мирослав Крлежа и Мильенко Протега), 1966—1969 и 1977—1982 (хорв. Opće enciklopedije, 8 томов, главный редактор Иосип Шентия) годах. До 2009 года вышли все запланированные одиннадцать томов. В 2010 году появилась интернет-версия энциклопедии, дополненная и обогащённая мультимедийным содержимым. С сентября 2013 года доступ к интернет-версии стал свободным. В дальнейшем институт планирует не выпускать энциклопедию на бумаге, а работать над ней в формате базы данных, которая будет служить основой для будущих мультимедийных изданий.

## Список томов
| Том             | Главный редактор | Год  | Страниц |
| --------------- | ---------------- | ---- | ------- |
| I. : A — Bd     | Далибор Брозович | 1999 | 674     |
| II. : Be — Da   | Далибор Брозович | 2000 | 723     |
| III. : Da — Fo  | Далибор Брозович | 2001 | 722     |
| IV. : Fr — Ht   | Далибор Брозович | 2002 | 753     |
| V. : Hu — Km    | Август Ковачек   | 2003 | 725     |
| VI. : Kn — Mak  | Август Ковачек   | 2004 | 786     |
| VII. : Mal — Nj | Август Ковачек   | 2005 | 814     |
| VIII. : O — Pre | Славен Равлич    | 2006 | 773     |
| IX. : Pri — Sk  | Славен Равлич    | 2007 | 842     |
| X. : Sl — To    | Славен Равлич    | 2008 | 830     |
| XI. : Tr — Ž    | Славен Равлич    | 2009 | 859     |

Всего печатное издание насчитывает 9272 страницы, 67 077 статей и примерно миллион и 59 тысяч строк текста. Иллюстративный материал представлен 17 тысячами чёрно-белых карт и 504 цветными страницами. Количество авторов статей составило 1070 человек. Кроме того, работа над каждым томом требовала совместных усилий 20—30 сотрудников лексикографического института и 300—400 других людей.